# Szu–34
A Szu–34 kéthajtóműves, negyedik generációs, nagy hatótávolságú, nehéz vadászbombázó repülőgép, melyet a kilencvenes évek elejére fejlesztettek ki a Szovjetunióban, a Szu–24 vadászbombázók leváltására, mélységi csapásmérésre. A Szu–27 vadászrepülőgép áttervezésével hozták létre. A rendszerváltás utáni pénzhiány miatt fejlesztése nagyon elhúzódott. A repülőgépnek több neve is volt (Szu–27IB, majd Szu–32FN). A széles törzsben van a tágas pilótakabin, melybe az orrfutó aknáján keresztül, alulról lehet beszállni, itt a személyzet két tagja egymás mellett ül. A repülőgép a levegőben utántölthető. Idáig nem exportálták, alacsony ütemű sorozatgyártása 2008-ban elindult, a rendszeresítést 2009-ben megkezdték, bár ez év végéig mindössze négy gép került a légierő tulajdonába. A NAPO-nak 2013-ig 32 Szu–34-es legyártására van szerződése.
2019. január 18-án a Japán-tenger felett gyakorlórepülés közben egymáshoz ért két Szu–34-es vadászbombázó. Hazai hírforrások szerint az egyik gép, orosz forrás szerint mindkét gép a Tatár-szorosba zuhant. A pilóták katapultáltak, egyiküket sikerült kórházba szállítani. Két pilótának a holttestét találták meg, a negyedik pilótát egy nappal a baleset után még keresték. Az orosz forrás szerint 2008 óta az orosz légierőt kb. 120 db Szu–34-es géppel látták el.
Az Ukrajna elleni orosz invázió kezdetéttől 2024 februárjáig az orosz légierő legalább 26 db Szu–34-est vesztett el.